# Daniel Romero (artista visual)
Daniel Romero (Veracruz, 21 de Julio de 1970) es un pintor mexicano. Actualmente radica en el Estado de México, y ha radicado en Monterrey, Veracruz y San Antonio.
Inició sus estudios formales de dibujo y pintura a los 12 años en la Escuela de Artes de la Ciudad de Veracruz, continuó sus estudios artísticos en los Talleres de Artes del Instituto Veracruzano de Cultura IVEC en la misma ciudad. Posteriormente entre 1990 y 1995 cursó la carrera de Artes Plásticas en la Universidad Veracruzana en Xalapa, Veracruz, donde obtuvo la beca universitaria al Desempeño Académico y la beca a la Productividad Artística. Fue posteriormente becario del Instituto Veracruzano de Cultura IVEC en la categoría de Jóvenes Creadores. 
Desarrolló su servicio social en el Museo de Antropología de Xalapa donde se perfeccionó durante 2 años en el conocimiento de las técnicas pictóricas de los murales prehispánicos y contemporáneos. 
Ha expuesto individual y colectivamente en varias ciudades de México, Estados Unidos, Japón, Cuba, El Salvador, Hong Kong, Argelia, entre otros. 
Desde el año 1995 su obra se presenta en museos y galerías públicas y privadas.
Se ha publicado su obra en: Revista La Tempestad (#16); Tierra Adentro (#83); Vuelo de Mexicana de Aviación (#37), Revista Sinapsis (#18) Chiapas; Revista Apolo (#22), Gaceta de la UV (#23); Revista Diálogos de la SEP (#1); Diario El Norte (Monterrey); Diario El Dictamen (Veracruz) y otras revistas y diarios del extranjero.

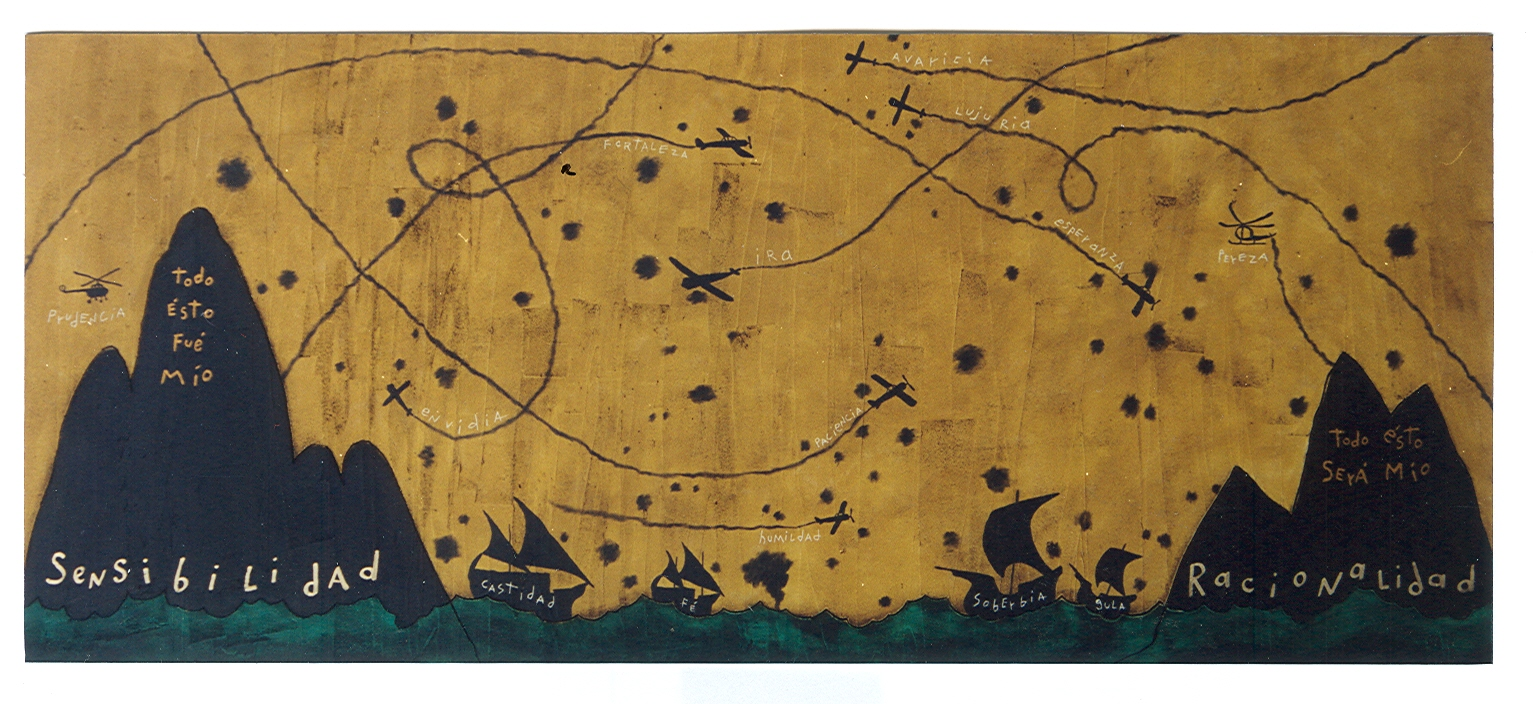
Batalla Naval técnica mixta sobre madera.

## Descripción de su obra

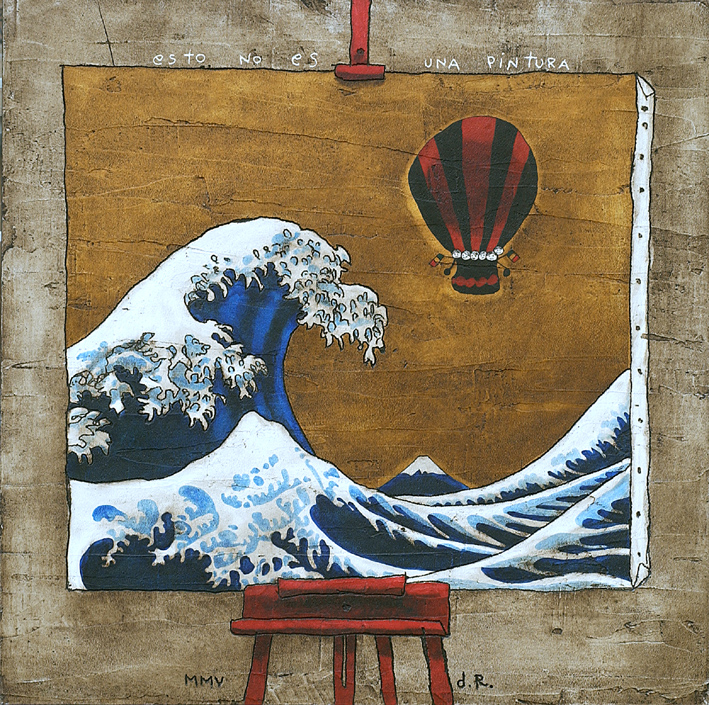
Esto no es una Pintura técnica mixta sobre madera.

Su trabajo está enfocado en la creación de obra relacionada con el concepto de originalidad, dando pauta a un proceso creativo al que ha llamado Rapsodia Visual con el cual integra imágenes hechas por él con otros elementos apropiados de la historia del arte, de la cultura popular mexicana o de los dibujos elaborados por niños. Reutilizando ciertos íconos e imágenes reconocibles para crear una imagen nueva, Romero utiliza una técnica propia mezclando acrílicos con otros materiales para obtener una apariencia de pared antigua con cemento plastificado, tratando en su obra temas contemporáneos.
Este proceso creativo le permite más libertad para percibir las relaciones y conexiones conceptuales que le interesan de ciertos tópicos de la cultura, por ejemplo, la dualidad, los pares complementarios y dialécticos, los patrones numéricos perceptibles en lo cotidiano, el origen de los arquetipos, la naturaleza de Dios, el Conocimiento en sí, por citar algunos temas recurrentes en su obra.
La obra de Daniel Romero tiene un fuerte sentimiento de inocencia, evidenciando motivos que todos recordamos de la infancia, aunado éste sentimiento a la sensibilidad que muestra el colorido de su pintura, muy típico de México, y que en el mundo es el sello tan especial de los mexicanos. Subrayando temas alegres y humorísticos en algunos detalles, su obra tiene una evidente carga de sarcasmo e ironía y es también una mezcla de espontaneidad y colorido. 
Sus colores son mexicanos pero sus temas son universales, así marca un "espacio artístico de México" en la memoria de quien observa sus pinturas.
Con frecuencia combina textos en latín con imágenes ejecutadas en un estilo seudo-inocente derivado de los dibujos hechos por niños. Siendo un hábil dibujante académico, Él parece rechazar éste conocimiento académico en favor de un retorno al método intuitivo de educación y percepción que se practica en la infancia.

## El Cemento como Lienzo, una nueva técnica pictórica

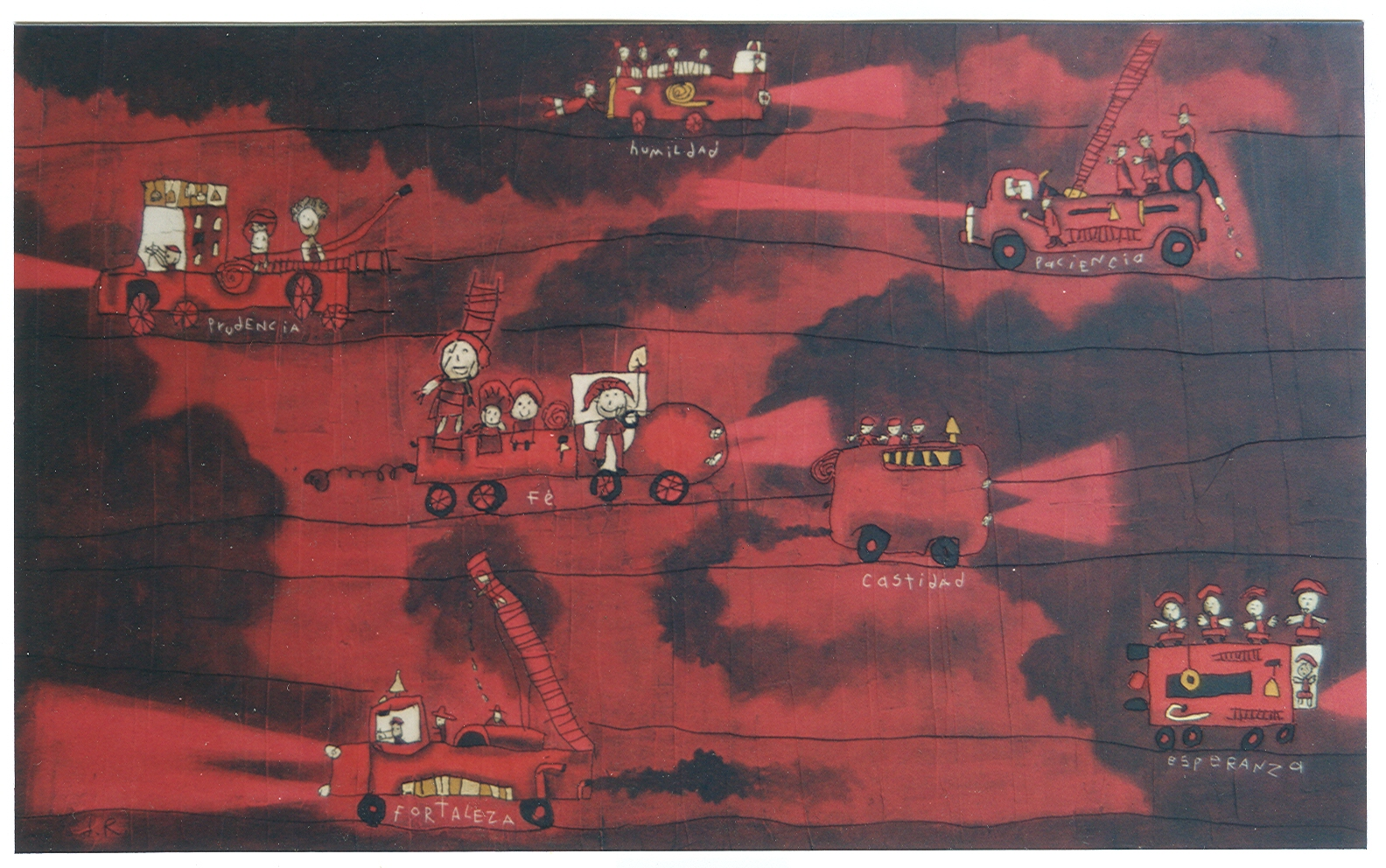
El Gran Incendio técnica mixta sobre madera.

Desde sus estudios universitarios (1990-1995) investigó nuevas posibilidades técnicas de soportes de la pintura estudiando las fórmulas y procedimientos pictóricos prehispánicos y contemporáneos. Experimentó con diferentes materiales como arenas, yesos y cementos de diferentes tipos, a los que enriquecía agregándoles diferentes aglutinantes y adhesivos. 
Posteriormente desarrolló una técnica personal que utiliza ok cemento blanco al cual le adiciona aglutinantes y adhesivos polímeros. Con esta técnica siguió experimentando hasta perfeccionarla logrando un soporte altamente adherente, maleable, elástico y muy resistente a golpes y fracturas. Esta técnica es posible aplicar en superficies como lienzo y madera principalmente. Cuando se aplica sobre lienzo y gracias a la maleabilidad y plasticidad lograda es posible enrollar la obra y enviarla para su posterior exposición y montaje en bastidor. Es de hacer notar que la obra al desenrollarse vuelve a su estado original no presentando fracturas ni daños visibles, con la ventaja de ser resistente a la humedad, frío, calor, así como a cambios bruscos de temperatura ambiente.